# America's Army
America's Army je spletna taktična večigralska prvoosebna strelska računalniška igra, ki je last Vlade ZDA in je nastala kot globalna iniciativa za povečanje števila rekrutov Kopenske vojske ZDA.
Izvirno igro (z naslovom Recon), ki je bila izdana 4. julija 2002, je razvil MOVES Institute pri Pomorski podiplomski šoli ZDA. Najnovejša različica je AA:SF (Overmatch) v2.8.5.0.
Trenutne minimalne zahteve za igranje AA:SF so sledeče:
- 3D grafična kartica z 128 MB spomina
- 2,4 GHz procesor
- Angleška verzija Windows 2000/XP z zadnjimi posodobitvami
- 512 MB RAM
- 3,5 GB prostora na disku
- DirectX 9.0
- 56 Kbps internetne povezave